# Aeropuerto H. Hasan Aroeboesman
El Aeropuerto H. Hasan Aroeboesman  (en indonesio: Bandar Udara H. Hasan Aroeboesman) (IATA: ENE, ICAO: WATE) también conocido como Aeropuerto de Ende o Aeropuerto Isi, es un aeropuerto que sirve a la localidad de Ende, en la isla de Flores, Nusa Tenggara Este, en el país asiático de Indonesia.
El espacio actual tiene capacidad para tres aeroplanos. Cuando más de tres aviones necesitan utilizar la plataforma cualquier plano adicional debe esperar . Los tiempos de espera para el uso de la plataforma para una cuarta o quinta nave son de hasta 20 minutos. En 2014, se proyectó que la plataforma se ampliaría hacia el este para dar cabida a un máximo de 5 aviones.